# Гебо (Орегон)
Гебо (англ. Hebo) — переписна місцевість (CDP) в США, в окрузі Тілламук штату Орегон. Населення — 207 осіб (2020).

## Географія
Гебо розташоване за координатами 45°13′34″ пн. ш. 123°51′31″ зх. д. / 45.22611° пн. ш. 123.85861° зх. д. (45.226003, -123.858629).  За даними Бюро перепису населення США в 2010 році переписна місцевість мала площу 4,21 км², уся площа — суходіл.

## Демографія
Згідно з переписом 2010 року, у переписній місцевості мешкали 232 особи в 89 домогосподарствах у складі 61 родини. Густота населення становила 55 осіб/км².  Було 109 помешкань (26/км²).
Расовий склад населення:
| - 86,2 % — білих - 6,0 % — азіатів - 2,6 % — корінних американців - 1,7 % — осіб інших рас |

До двох чи більше рас належало 3,4 %. Частка іспаномовних становила 13,4 % від усіх жителів.
За віковим діапазоном населення розподілялося таким чином: 28,9 % — особи молодші 18 років, 55,2 % — особи у віці 18—64 років, 15,9 % — особи у віці 65 років та старші. Медіана віку мешканця становила 40,0 року. На 100 осіб жіночої статі у переписній місцевості припадало 98,3 чоловіків;  на 100 жінок у віці від 18 років та старших — 114,3 чоловіків також старших 18 років.
Середній дохід на одне домашнє господарство  становив 33 437 доларів США (медіана — 27 450), а середній дохід на одну сім'ю — 33 437 доларів (медіана — 27 450). 
Цивільне працевлаштоване населення становило 39 осіб. Основні галузі зайнятості: роздрібна торгівля — 48,7 %, публічна адміністрація — 46,2 %, виробництво — 5,1 %.